# Josiah Wedgwood

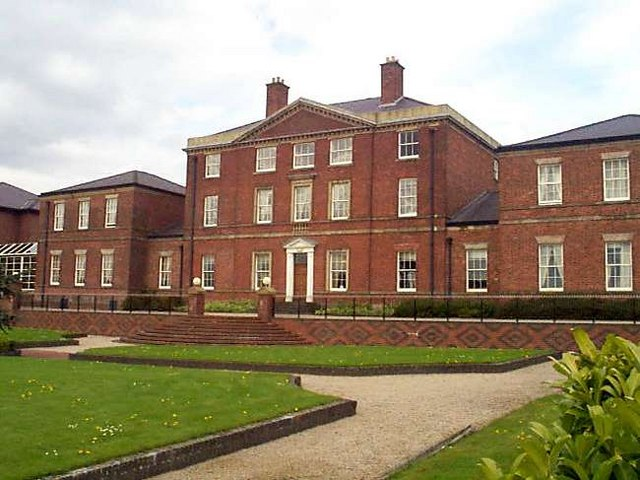
Etruria Hall, rodinný dům postavený 1768–1771 Josephem Pickfordem

Josiah Wedgwood (12. července 1730 – 3. ledna 1795) byl anglický hrnčíř, výrobce keramiky a průmyslník 18. století. Je znám svými aktivitami za zrušení otroctví. Byl členem rodiny Darwinů-Wedgwoodů. Byl otcem průkopníka fotografických postupů Thomase Wedgwooda a dědečkem přírodovědce Charlese Darwina a Emmy Darwinové. Vytvořil základy nákladového účetnictví, které mu umožnilo sledovat a rozpočítávat náklady na jednotlivé kroky průmyslové výroby, a tím se stal i objevitelem pojmů jako režijní náklady, úspory z rozsahu a utopené náklady.

## Život

### Manželství a děti
Josiah Wedgwood se oženil se Sarah Wedgwoodovou (1734–1815), se kterou měli sedm dětí:
- Susannah Wedgwoodová (1765–1817), vzala si Roberta Darwina – otce přírodovědce Charlese Darwina
- John Wedgwood (1766–1844)
- Josiah Wedgwood II (1769–1843), otec Emmy Wedgwoodové, ženy Charlese Darwina
- Thomas Wedgwood (1771–1805), bezdětný, vynálezce v oboru fotografie
- Catherine Wedgwoodová (1774–1823), bezdětná
- Sarah Wedgwoodová (1776–1856), bezdětná, velmi aktivní v hnutí za zrušení otroctví[4]
- Mary Anne Wedgwoodová (1778–1786), zemřela jako dítě

### Dílo

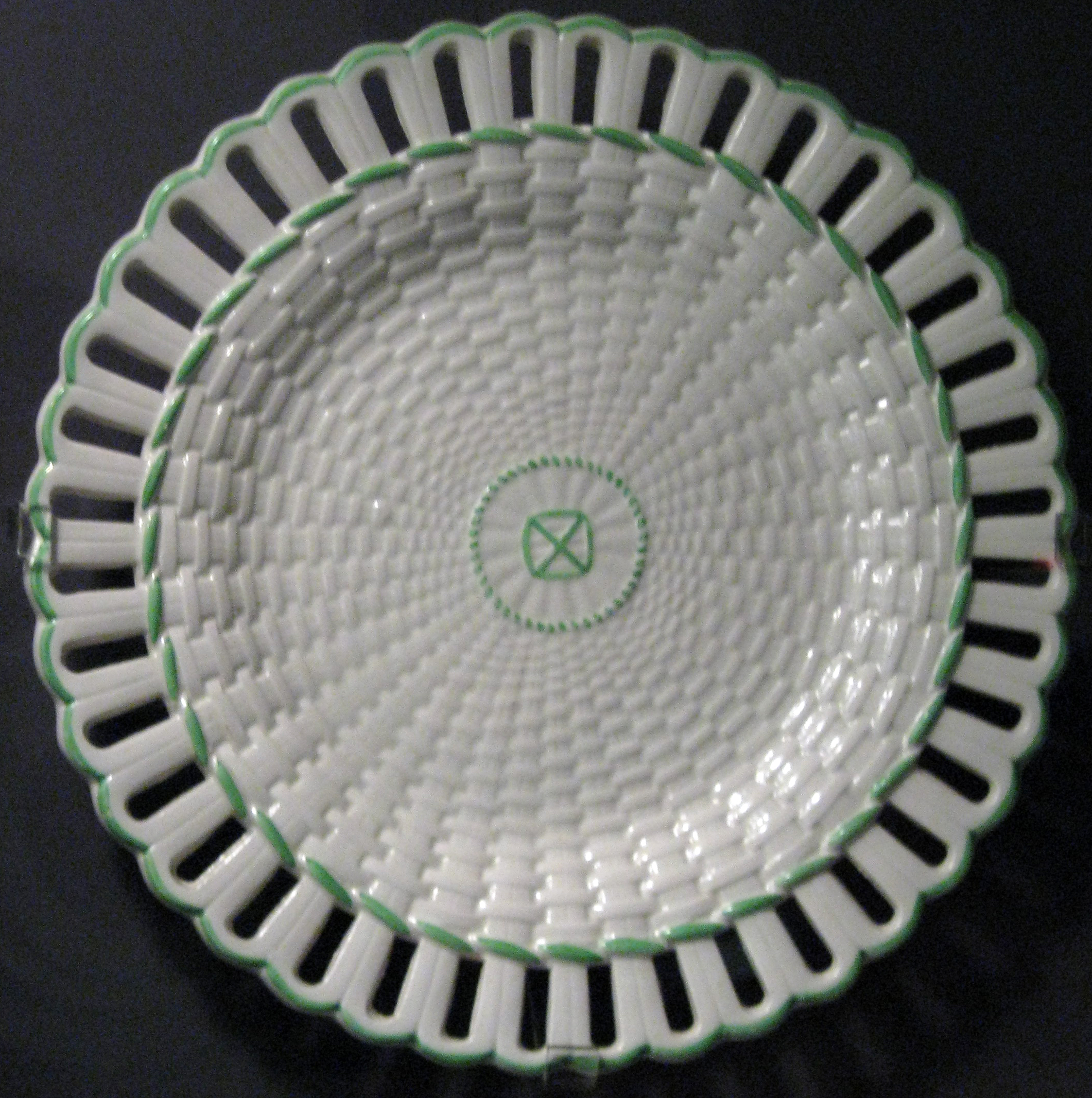
1780 Wedgewoodův talíř

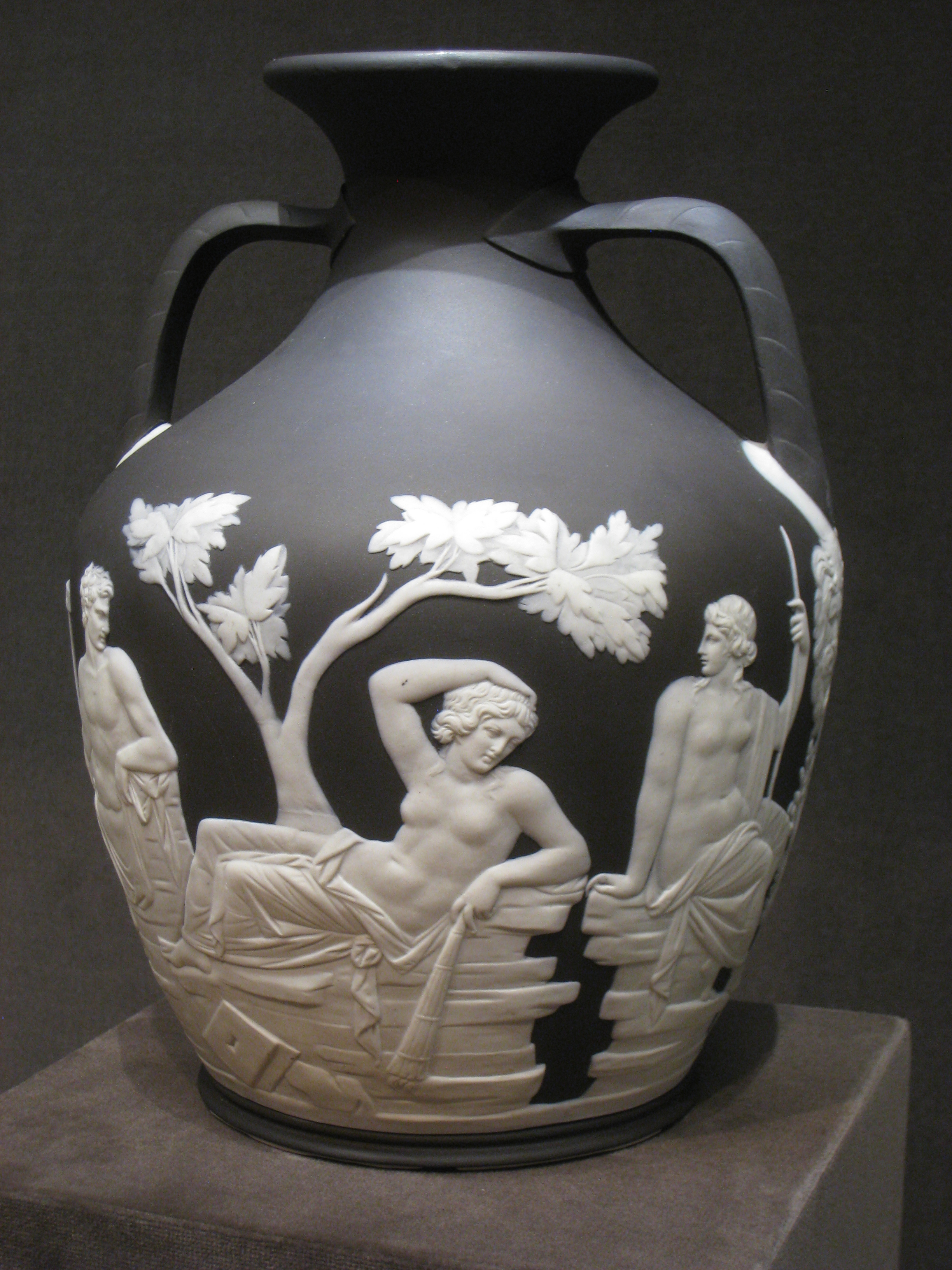
Portlandská váza, cca 1790

Pracoval v oboru hrnčířství a jeho výrobky byly ceněny pro svou vysokou kvalitu; stylově jej lze zařadit do období neoklasicismu. Zajímal se o moderní trendy a jeho unikátní glazury odlišovaly jeho výrobky od dalších na trhu. Byl možná nejslavnějším hrnčířem všech dob. Keramiku si od něj objednávali například královna Charlotte nebo ruská carevna Kateřina II. Veliká.
Podporoval stavbu kanálu Trent and Mersey Canal mezi řekami Trent a Mersey.
Wedgwood se řadí mezi vynálezce moderního marketingu, konkrétně za přínos direct mailu, záruky vrácení peněz, obchodního cestujícího, vlastního servisu, bezplatné dodávky, kup jeden a druhý dostaneš zdarma (buy one get one free) a ilustrované katalogy.
Je považován za průkopníka nákladového účetnictví, snažil se ve svých keramických závodech analyzovat náklady na materiál a práci pro každý krok ve výrobě, rozpočítávat na jednotlivé produkty náklady, které nelze přímo přiřadit jednotlivým výrobkům (režijní náklady) a na základě těchto rozborů stanovovat prodejní ceny i cílové skupiny svých zákazníků. Objevil také úspory z rozsahu a utopené náklady.

## Nejsem snad člověk a bratr?

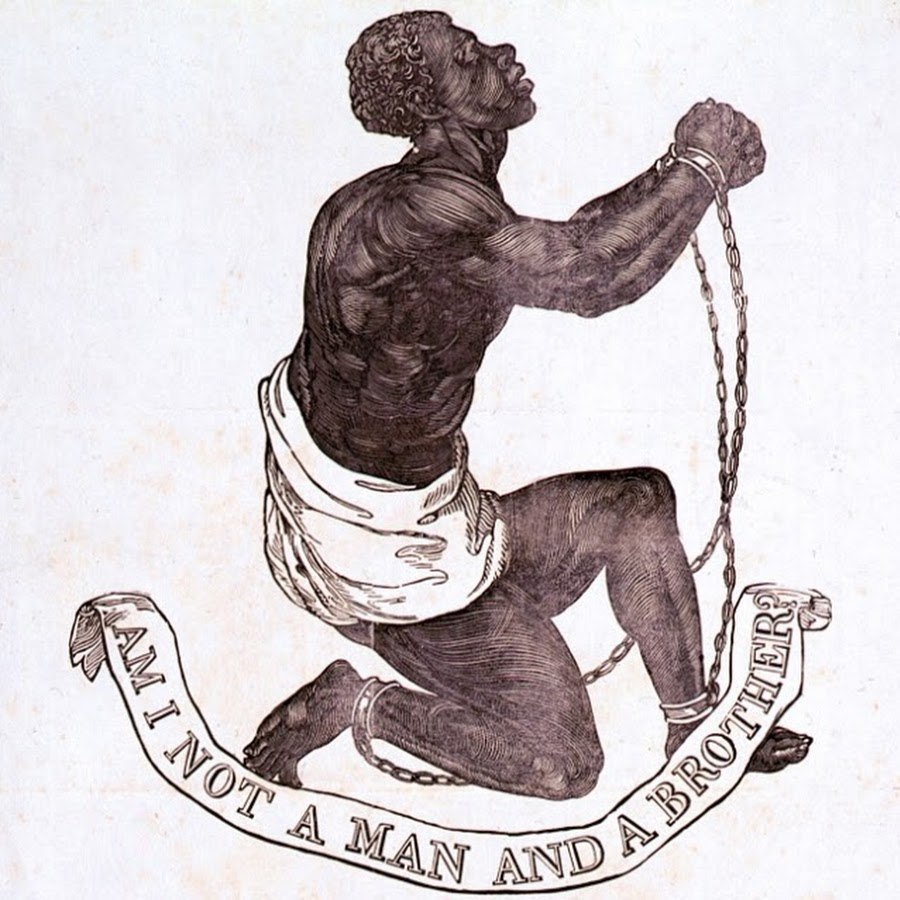
Nejsem snad člověk a bratr? (Am I Not a Man and a Brother?) Medailon vytvořený pro kampaň za zrušení otroctví, kterou Wedgwood vedl, 1787

Wedgwood byl prominentní bojovník za zrušení otroctví. Jeho přítelem byl Thomas Clarkson.